# Anania mysippusalis
Anania mysippusalis is een vlinder van de familie van de grasmotten (Crambidae). De wetenschappelijke naam van deze soort is voor het eerst voorgesteld als Botys mysippusalis door Francis Walker in een publicatie uit 1859. De spanwijdte bedraagt ongeveer 26 millimeter.
De soort komt voor in zuidelijk Canada en de Verenigde Staten..